# Diplodasys caudatus
Diplodasys caudatus är en djurart som tillhör fylumet bukhårsdjur, och som beskrevs av Kisielewski 1987. Diplodasys caudatus ingår i släktet Diplodasys och familjen Thaumastodermatidae. Inga underarter finns listade i Catalogue of Life.